# Gran hermano (programa de televisión estadounidense)
Gran Hermano (también conocido por las siglas GH) es la adaptación en idioma español de la franquicia del concurso de telerrealidad Big Brother, para Estados Unidos, emitido por Telemundo y producido por Endemol desde el 10 de enero de 2016. Gran Hermano inicia con 14 participantes desconocidos que están comprometidos a convivir sin ninguna conexión al mundo exterior en una casa rodeada de cámaras y micrófonos que están grabando sus movimientos las 24 horas del día, los siete días de la semana. Cada uno de los participantes votará entre ellos hasta que el último invitado de la casa gane el gran premio. La serie, que se transmitirá por más de 13 semanas y representando más de 100 horas de contenido original, incluye una plataforma digital disponible las 24 horas del día en el sitio web de Telemundo, para que los televidentes estén en conectados con los participantes de la casa las veces que deseen para así presenciar los acontecimientos en tiempo real.

## Gran Hermano (2016)
- 10 de enero de 2016 - 10 de abril de 2016 (92 días).

14 concursantes entraron inicialmente al reality, quedando aislados en una casa-estudio ubicada en la Ciudad de México misma casa que albergó a los participantes de Big Brother México. En esta edición, los concursantes nominaron con 3, 2 y 1 punto a sus compañeros. El lema para esta edición es "La Novela de la Vida Real".

## Concursantes
| Nombre                | Lugar de residencia | Edad    | Profesión                                     | Entra        | Duración | Información             | Anterior               |
| --------------------- | ------------------- | ------- | --------------------------------------------- | ------------ | -------- | ----------------------- | ---------------------- |
| Pedro Orta            | Puerto Rico         | 41 años | Estríper                                      | Día 1        | 92 días  | Ganador de GH USA       |                        |
| Yajayra "Yaya" García | Texas               | 25 años | Trabajadora Social                            | Día 1        | 92 días  | 2° Lugar de GH USA      |                        |
| Domingo Navarro       | Nueva York          | 44 años | Personal de mantenimiento                     | Día 1        | 92 días  | 3° Finalista de GH USA  |                        |
| Jommart Rivera        | Florida             | 40 años | Profesora de matemáticas                      | Día 1        | 92 días  | 4° Finalista de GH USA  |                        |
| Elizabeth Prado       | California          | 35 años | Dueña de un Salón de Belleza                  | Día 36       | 49 días  | 13° Eliminada de GH USA |                        |
| Rafael Caparroso      | Florida             | 26 años | Actor y modelo                                | Día 1 Día 50 | 43 días  | 12° Eliminado de GH USA | 1° Eliminado de GH USA |
| Andrea González       | Texas               | 24 años | Empleada de Empresa Petrolera                 | Día 36       | 42 días  | 11° Eliminada de GH USA |                        |
| Agustín Flores        | Illinois            | 32 años | Jardinero                                     | Día 1        | 71 días  | 10° Eliminado de GH USA |                        |
| Maday Velázquez       | Pensilvania         | 21 años | Modelo                                        | Día 1        | 64 días  | 9° Eliminada de GH USA  |                        |
| Dante Delgadillo      | Texas               | 32 años | Empleado en atención al cliente en aeropuerto | Día 1        | 57 días  | 8° Eliminado de GH USA  |                        |
| Jason Rosales         | Indiana             | 27 años | Animador de fiestas                           | Día 1        | 50 días  | 7° Eliminado de GH USA  |                        |
| Carlos Uriarte        | Texas               | 27 años | Corredor inmobiliario                         | Día 1        | 43 días  | 6° Eliminado de GH USA  |                        |
| Melissa Saldívar      | Texas               | 34 años | Dueña de un gimnasio de boxeo                 | Día 1        | 36 días  | 5° Eliminada de GH USA  |                        |
| Iselis Arzola         | Florida             | 21 años | Estudiante                                    | Día 1        | 29 días  | 4° Eliminada de GH USA  |                        |
| Catalina Naranjo      | Florida             | 28 años | Empresaria                                    | Día 1        | 22 días  | 3° Eliminada de GH USA  |                        |
| Carolina Catalino     | Nueva York          | 33 años | Modelo                                        | Día 1        | 15 días  | 2° Eliminada de GH USA  |                        |

## Estadísticas semanales
| Pedro         | Entra | Salvado  | Exento                     | Nominado | Salvado                     | Salvado  | Exento                        | Nominado | Salvado                           | Nominado | Salvado                    | Nominado | Salvado                           | Salvado  | Exento                      | Nominado | Salvado                 | Nominado | Salvado                              | Salvado  | Exento                    | Salvado  | Exento                        | Salvado  | Exento                         | Ganador                                    |  |  |  |  |  |  |  |  |  |  |  |  |  |  |  |
| Yajayra       | Entra | Líder    | Exenta                     | Salvada  | Exenta                      | Nominada | Salvada                       | Líder    | Exenta                            | Salvada  | Exenta                     | Salvada  | Exenta                            | Salvada  | Exenta                      | Salvada  | Exenta                  | Salvada  | Exenta                               | Salvada  | Exenta                    | Nominada | Salvada                       | Salvada  | Exenta                         | 2ª Fin.                                    |  |  |  |  |  |  |  |  |  |  |  |  |  |  |  |
| Domingo       | Entra | Salvado  | Exento                     | Nominado | Salvado                     | Nominado | Salvado                       | Nominado | Salvado                           | Salvado  | Exento                     | Salvado  | Exento                            | Líder    | Exento                      | Salvado  | Exento                  | Salvado  | Exento                               | Salvado  | Exento                    | Salvado  | Exento                        | Salvado  | Exento                         | 3.er Fin.                                  |  |  |  |  |  |  |  |  |  |  |  |  |  |  |  |
| Jommart       | Entra | Nominada | Salvada                    | Salvada  | Exenta                      | Salvada  | Exenta                        | Salvada  | Exenta                            | Salvada  | Exenta                     | Nominada | Salvada                           | Salvada  | Exenta                      | Salvada  | Exenta                  | Nominada | Salvada                              | Salvada  | Exenta                    | Salvada  | Exenta                        | Nominada | Salvada                        | 4ª Fin.                                    |  |  |  |  |  |  |  |  |  |  |  |  |  |  |  |
| Elizabeth     |       |          |                            |          |                             |          |                               |          |                                   |          | Entra                      | Exenta   | Exenta                            | Salvada  | Exenta                      | Salvada  | Exenta                  | Salvada  | Exenta                               | Líder    | Exenta                    | Nominada | Salvada                       | Nominada | Expulsada                      |                                            |  |  |  |  |  |  |  |  |  |  |  |  |  |  |  |
| Rafael        | Entra | Nominado | Expulsado                  |          |                             |          |                               |          |                                   |          |                            |          |                                   |          | Regresa                     | Salvado  | Exento                  | Nominado | Salvado                              | Nominado | Salvado                   | Salvado  | Exento                        | Nominado | Expulsado                      |                                            |  |  |  |  |  |  |  |  |  |  |  |  |  |  |  |
| Andrea        |       |          |                            |          |                             |          |                               |          |                                   |          | Entra                      | Exenta   | Exenta                            | Salvada  | Exenta                      | Nominada | Salvada                 | Líder    | Exenta                               | Nominada | Salvada                   | Nominada | Expulsada                     |          |                                |                                            |  |  |  |  |  |  |  |  |  |  |  |  |  |  |  |
| Agustín       | Entra | Salvado  | Exento                     | Salvado  | Exento                      | Salvado  | Exento                        | Salvado  | Exento                            | Líder    | Exento                     | Salvado  | Exento                            | Nominado | Salvado                     | Líder    | Exento                  | Salvado  | Exento                               | Nominado | Expulsado                 |          |                               |          |                                |                                            |  |  |  |  |  |  |  |  |  |  |  |  |  |  |  |
| Maday         | Entra | Salvada  | Exenta                     | Salvada  | Exenta                      | Salvada  | Exenta                        | Salvada  | Exenta                            | Salvada  | Exenta                     | Salvada  | Exenta                            | Nominada | Salvada                     | Salvada  | Exenta                  | Nominada | Expulsada                            |          |                           |          |                               |          |                                |                                            |  |  |  |  |  |  |  |  |  |  |  |  |  |  |  |
| Dante         | Entra | Salvado  | Exento                     | Salvado  | Exento                      | Salvado  | Exento                        | Nominado | Salvado                           | Salvado  | Exento                     | Líder    | Exento                            | Salvado  | Exento                      | Nominado | Expulsado               |          |                                      |          |                           |          |                               |          |                                |                                            |  |  |  |  |  |  |  |  |  |  |  |  |  |  |  |
| Jason         | Entra | Salvado  | Exento                     | Salvado  | Exento                      | Salvado  | Exento                        | Salvado  | Exento                            | Salvado  | Exento                     | Nominado | Salvado                           | Nominado | Expulsado                   |          |                         |          |                                      |          |                           |          |                               |          |                                |                                            |  |  |  |  |  |  |  |  |  |  |  |  |  |  |  |
| Carlos        | Entra | Salvado  | Exento                     | Salvado  | Exento                      | Salvado  | Exento                        | Salvado  | Exento                            | Nominado | Salvado                    | Nominado | Expulsado                         |          |                             |          |                         |          |                                      |          |                           |          |                               |          |                                |                                            |  |  |  |  |  |  |  |  |  |  |  |  |  |  |  |
| Melissa       | Entra | Salvada  | Exenta                     | Líder    | Exenta                      | Salvada  | Exenta                        | Salvada  | Exenta                            | Nominada | Expulsada                  |          |                                   |          |                             |          |                         |          |                                      |          |                           |          |                               |          |                                |                                            |  |  |  |  |  |  |  |  |  |  |  |  |  |  |  |
| Iselis        | Entra | Nominada | Salvada                    | Salvada  | Exenta                      | Líder    | Exenta                        | Nominada | Expulsada                         |          |                            |          |                                   |          |                             |          |                         |          |                                      |          |                           |          |                               |          |                                |                                            |  |  |  |  |  |  |  |  |  |  |  |  |  |  |  |
| Catalina      | Entra | Salvada  | Exenta                     | Salvada  | Exenta                      | Nominada | Expulsada                     |          |                                   |          |                            |          |                                   |          |                             |          |                         |          |                                      |          |                           |          |                               |          |                                |                                            |  |  |  |  |  |  |  |  |  |  |  |  |  |  |  |
| Carolina      | Entra | Inmune   | Exenta                     | Nominada | Expulsada                   |          |                               |          |                                   |          |                            |          |                                   |          |                             |          |                         |          |                                      |          |                           |          |                               |          |                                |                                            |  |  |  |  |  |  |  |  |  |  |  |  |  |  |  |
|               |       |          |                            |          |                             |          |                               |          |                                   |          |                            |          |                                   |          |                             |          |                         |          |                                      |          |                           |          |                               |          |                                |                                            |  |  |  |  |  |  |  |  |  |  |  |  |  |  |  |
| Eliminados    |       |          | Rafael 35,4%               |          | Carolina Más Votada         |          | Catalina Más Votada           |          | Iselis Más Votada                 |          | Melissa Más Votada         |          | Carlos Más Votado                 |          | Jason Más Votado            |          | Dante 55,1%             |          | Maday 51,6%                          |          | Agustín 55,5%             |          | Andrea 55,4%                  |          | Rafael 39,36% Elizabeth 38,22% | Jommart 15,04% Pedro 16,04% Yajayra 24,68% |  |  |  |  |  |  |  |  |  |  |  |  |  |  |  |
| No eliminados |       |          | Iselis 35,1% Jommart 29,5% |          | Domingo Pedro Menos Votados |          | Domingo Yajayra Menos Votados |          | Dante Domingo Pedro Menos Votados |          | Carlos Pedro Menos Votados |          | Jason Jommart Pedro Menos Votados |          | Agustín Maday Menos Votados |          | Pedro 36,6% Andrea 8,3% |          | Pedro 29,8% Rafael 9,9% Jommart 8,7% |          | Andrea 26,6% Rafael 17,9% |          | Yajayra 30,6% Elizabeth 13,9% |          | Jommart 22.42%                 | Pedro 44,04%                               |  |  |  |  |  |  |  |  |  |  |  |  |  |  |  |

## Pruebas Semanales
| Prueba                                | Descripción | Resultado                                                                                        |
| ------------------------------------- | --- | ------------------------------------------------------------------------------------------------ |
| Pintar 28 piezas para formar un mural | La primera prueba como habitantes de la casa de Gran Hermano fue pintar 28 piezas para formar un mural. Los 14 participantes se dividieron en grupos de dos para terminar el reto a tiempo. Después de trabajar largas horas, día y noche, los concursantes pudieron terminarlo. Tuvieron 10 minutos para ponerlo el mural junto y lo completaron en 5 minutos. | Los concursantes pasaron la prueba semanal, y ganaron el 40% del presupuesto para la comida.     |
| Relojes de arena                      | Gran Hermano ubicó tres relojes de arena en puntos estratégicos de la casa: en el jardín, la cocina y la sala y los habitantes deben hacerse responsables de ellos y no pueden permitir que estos se queden sin arena en ningún momento. Cada pareja tendrá un reloj asignado y lo deben voltear entre los dos, deben esperar que esta arena baje, una vez este terminando, lo debe voltear otra pareja y así durante todo el día y toda la noche, los habitantes no van a poder dormir muy bien, durante estos cuatro días, pues si el reloj se queda sin arena, perderán una oportunidad. Por la complejidad de la prueba, Gran Hermano les dará tres oportunidades de equivocarse, después de esos tres chances, sí uno de los relojes queda sin arena, perderán todo lo que apostaron. | Los concursantes no pasaron la prueba semanal y perdieron el 30% del presupuesto para la comida. |
| Ruta 66 en bicicleta                  | Los concursantes tenían que recorrer virtualmente la ruta 66 en bicicleta desde los Ángeles hasta Chicago, serían en total 2.400 millas, lo más importante es que lo deben hacer en parejas, deben empezar y terminar al mismo tiempo y si uno de los dos deja de pedaliar se le descuentan millas. Otra de las condiciones es que los habitantes deben usar la vestimenta que se les asignó a cada uno de los habitantes. | Los concursantes no lograron la prueba y perdieron el 40% del presupuesto para la comida.        |
| Bebé a bordo                          | La prueba tiene como nombre "bebé a bordo", las parejas fueron escogidas por Gran Hermano y quedaron: Melissa y Pedro: La bebé se llamó Sofía, Dante y Maday: El bebé se llamó Lucas, Carlos y Jommart : La bebé se llamó Lupita, Iselis y Agustín: El bebé se llamó Emmanuel, Domingo y Yaya: El bebé se llamó Santiago, Jason padre soltero y por decisión del público la bebe se llamó Catalina. Cada pareja tenía la responsabilidad de tener un bebé y cuidarlo como un ser humano las 24 horas del día, la responsabilidad de cada pareja es alimentarlo, cambiarle el pañal, darle cariño y hacer todo lo que hace habitualmente una pareja con un bebé recién nacido. Para está prueba los habitantes recibieron un kit con biberón, pañales, ropa, un monitor y la cuna. Si el bebé llora ellos están en la obligación de salir inmediatamente a atenderlo y únicamente tienen un minuto para llegar y calmarlo. Solo pueden cometer 30 faltas, son consideradas faltas: malos tratos o golpearlo, cargar o tocar el bebé de otra persona y no atender al bebé a tiempo. Los habitantes recibieron un brazalete que tiene un sensor para identificar a cada bebé, este no se puede quitar hasta finalizar la prueba, cuando el bebé llore deben levantarlo y poner el brazalete en el pecho, el vientre, la espalda o las pompas del bebé para que identifique a los padres. | Los concursantes no lograron la prueba y pierden el 40% del presupuesto para la comida.          |
| El vídeoclip                          | Carlos, el habitante de Gran Hermano, leyó las instrucciones en donde indica que deben recrear el videoclip de la canción "Picky" de Joey Montana, donde no solo mostrarían su lado artístico, sino que debían demostrar su capacidad para trabajar en grupo. Luego de recibir el reto, los habitantes decidieron apostar el 70% del presupuesto. Esperemos que los habitantes puedan cumplir este reto de lo contrario quedarían con solo un 30% para los alimentos. Entre todos los habitantes tendrán que preparar la escenografía, el guion, la coreografía, maquillaje y toda la producción del video. El vídeo tiene que superar 100,000 vistas en Youtube para ganar el reto. | El vídeo recopilo más de 260,000 vistas y ganaron el 70% del presupuesto para la comida.         |
| Manos Al Globo                        | Gran Hermano llamó a la nueva habitante Andrea al confesionario para que fuera a buscar las instrucciones de la prueba de la semana. La prueba consiste en que los habitantes deben sostener un globo que está ubicado en el jardín durante cinco horas, no lo pueden dejar caer, ni romper, si se cae o se rompe pierden la prueba. Una de las reglas de la prueba es que mínimo deben estar 4 habitantes sosteniendo el globo, se pueden ir rotando durante las cinco horas, pero siempre debe haber 4 personas sosteniéndolo. Esta prueba la deben hacer diariamente hasta el jueves, los habitantes decidieron apostar el 70 % del presupuesto. | Los concursantes no lograron la prueba y pierden el 70% del presupuesto para la comida.          |
| Prueba De Electricidad                | Gran Hermano les dio a los habitantes unos trajes blancos que tienen un cinturón que se encarga de pasar corriente, les dijo que debían ponerse en parejas que ellos mismos pueden elegir y deben atravesar circuitos. Tienen un tiempo estipulado para hacer cada circuito, en parejas deben atravesar un circuito y si tocan el alambre con el anillo, deben volver a comenzar y sus compañeros inmediatamente reciben una descarga eléctrica. Dependiendo del rendimiento de cada pareja, sus compañeros se perjudican. Si no completan los cinco circuitos recibirán un castigo, las mismas parejas deben permanecer durante toda la semana, no pueden cambiar de parejas. Los habitantes decidieron apostar el 30% del presupuesto de alimentación, esperemos que puedan cumplir este reto, ya que la semana pasada perdieron el 70% luego que Agustín hubiera decidido aceptar una propuesta tentadora de Gran Hermano para que perdieran la prueba. | Los concursantes no lograron la prueba y pierden el 30% del presupuesto para la comida.          |
| El Lector De Mentes                   | La tarea semanal comenzó en la casa y fue Gran Hermano quien les dio las instrucciones en esta ocasión. La prueba está bajo el nombre lector de la mente, la prueba consiste en que aleatoriamente Gran Hermano estará llamando a los habitantes, para que se sienten en la silla que está ubicada en el jardín de la casa. Ellos deben ponerse el dispositivo en la cabeza para que el lector pueda leer bien sus pensamientos, no es una prueba de afirmación o negación sino que ellos deben aceptar retos divertidos e inusuales. En la semana únicamente tienen chance de decir tres veces no a las pruebas de lo contrario pierden el reto. Maday fue la primera en ir al lector de la mente y Gran Hermano le pidió que se vistiera de zanahoria. Los habitantes tomaron la decisión de apostar el 50 % de su presupuesto de la semana, y la prueba comenzó inmediatamente. A Rafael Gran Hermano le pidió que depilara sus brazos con cera y llamó a Elizabeth para que lo hiciera. Pedro como prueba, tuvo que darle un masaje a su compañero Dante de cumpleaños en todo el cuerpo. | Los concursantes no lograron la prueba y pierden el 50% del presupuesto para la comida.          |
| Orden al Caos                         | Gran Hermano les asignó la tarea semanal a los habitantes, donde el caos se apoderó de la casa y les pidió concentración para poder restaurar el orden. Varias áreas de la casa estaban invadidas por materiales y ellos debían clasificarlos para que la obsesión de Gran Hermano por el orden quedara satisfecha. Ellos se debían dividir en grupos de a tres personas para realizar esta tarea, finalmente, Gran Hermano llamó para dar el resultado de la prueba donde habían apostado el 30% del presupuesto de la semana para la alimentación. | Los concursantes lograron la prueba y ganan el 30% del presupuesto para la comida.               |

## Prueba Del Líder
El ganador de estas pruebas, gana el privilegio de estar en una habitación solo y es inmune a la nominación de parte de sus compañeros.
| Prueba                  | Descripción | Resultado                |
| ----------------------- | --- | ------------------------ |
| Formar Palabras Latinas | Los chicos tenían la tarea de esncontrar y formar palabras latinas. | La ganadora fue Yajayra. |
| Prueba del láser        | Los habitantes tenían que pasar por todos láseres que estaban ubicados en el cuarto de actividades y el que lograra llegar más lejos ganaría la prueba. Está fue una prueba bastante dura aunque todos lo intentaron pocos alcanzaron llegar lejos. Los habitantes que más se destacaron en esta prueba fueron Iselis, Melissa y Carlos, los otros habitantes lo intentaron y no pudieron lograr el objetivo para obtener la corona o "penacho". | La ganadora fue Melissa. |
| Prueba de resistencia   | Era una prueba de resistencia consistía en que cada uno de los habitantes excepto Melissa debían pararse en una plataforma y quedarse ahí hasta que aguantaran. Gran Hermano iba dándoles instrucciones como por ejemplo que se pararán en un solo pie y la temperatura del cuarto iba bajando y les hacían un simulacro de tormenta. Una de las condiciones era que no podían tocar el suelo y quien más tiempo estuviera en la plataforma se ganaba el penacho, esto automáticamente lo convertía en el líder que recibe varios privilegios el cuarto del líder y el no poder ser nominado para esta semana. El primero en salir de la prueba fue Dante y luego de tres horas de estar en la prueba quedaron Iselis y Maday. | La ganadora fue Iselis.  |
| La tortuga rápida       | Gran Hermano los llamó para iniciar la prueba del líder, donde el ganador obtiene la inmunidad para está semana y tiene el privilegio de tener su cuarto solo. Gran Hermano les pidió a los habitantes que salieran al jardín y allí encontraron unos cubículos individuales con mallas. La prueba consistía en que cada uno de los habitantes excepto Iselis, se debía ubicar en un cubículo, en este había una canasta con huevos y en la malla siete copas ubicadas una encima de la otra, la misión de los habitantes era que a través de la malla debían subir los huevos con los dedos hasta cada una de las copas de uno en uno, sin importar el orden en que los subieran, quien terminará primero de ubicar los siete huevos en las copas, ganaría la prueba del líder. | La ganadora fue Yajayra. |
| Enfrentando Miedos      | Gran Hermano, despertó a los habitantes de la casa a las 5:30 a. m. para que fueran al cuarto de actividades y hacer la prueba de la semana, donde se jugaban el liderazgo de la casa. La prueba consistía en que sentados en una silla, les iban pasando letras en la pantalla y ellos debían adivinar la palabra, el concursante que acertará de primero cuatro palabras, sería el ganador de la prueba. La persona quien tuviera correcta la palabra, también debía escoger a un compañero y una de las opciones de tortura para ir desconcentrándolo y coger ventaja. | El ganador fue Agustín.  |
| Pinball                 | Los habitantes fueron llamados por Gran Hermano al cuarto de actividades y donde había un Pinball gigante para hacer la prueba del líder. La prueba era de coordinación y equilibrio, consistía en meter en cinco orificios, cinco pelotas y únicamente se podía con una pelota a la vez, además debía ser en orden de abajo hacia arriba. Quien metiera las cinco pelotas en menos tiempo, sería el ganador de la prueba, el habitante Agustín estaría excluido de la prueba por haber ganado la semana pasada. Gran hermano fue llamando uno a uno para que hiciera la prueba. El primer concursante en participar fue Jason y su tiempo fue de 6 minutos con 25 segundos. Luego fue llamada Maday y tuvo un tiempo de 4 minutos como 7 segundo, superando el tiempo de Jason. Siguió el habitante Dante que hizo una marca muy difícil de superar con 1 minuto y 50 segundos. En este orden siguieron los habitantes Domingo, Andrea, Carlos, Elizabeth, Yaya, que no lograron superar el tiempo de Dante. Y finalmente Pedro y Jommart, que aunque estuvieron muy cerca no lograron la marca de Dante. | El ganador fue Dante.    |
| Prueba de Conocimiento  | Gran Hermano los llamó al jardín, les tenía preparada una piscina de lodo y alrededor estaban los habitantes con una escalera al frente con tres escalones y quien iba fallando, iba subiendo un escalón, hasta terminar en el lodo. En el reto los habitantes debían contestar las preguntas de cultura general que Gran Hermano fuera haciendo, los primeros en salir de la competencia fueron: Yaya y Jason, la más sobresaliente Andrea y los finalistas Agustín, Jommart y Domingo quien fue el ganador del reto. | El ganador fue Domingo.  |
| Prueba de Rompecabezas  | Gran Hermano le dio instrucciones de ir al jardín y romper globos y formar rompecabezas. Pedro y Agustín fueron los primeros en terminar. | El ganador fue Agustín   |
| Prueba de Secuencia     | Gran Hermano empezó la prueba del líder en el jardín había una pantalla y nueve cubiculos que tenían una especie de bomba, Gran Hermano ponía la secuencia de que cables tenían que cortar, y cada uno tenía que cortar si fallaban explota su bomba. Rafael y Andrea fueron los últimos en estar en la prueba. | La ganadora fue Andrea   |

## Tabla de Nominaciones
Los compañeros tendrán que nominar a tres de sus compañeros dando a cada uno 3, 2, y 1 votos por convivencia.
|               | Semana 1                | Semana 2               | Semana 3               | Semana 4               | Semana 5              | Semana 6              | Semana 7                | Semana 8               | Semana 9                 | Semana 10               | Semana 11                 | Semana 12                 | Semana 13          | Nominaciones Recibidas |
| ------------- | ----------------------- | ---------------------- | ---------------------- | ---------------------- | --------------------- | --------------------- | ----------------------- | ---------------------- | ------------------------ | ----------------------- | ------------------------- | ------------------------- | ------------------ | ---------------------- |
| Líder         | Yajayra                 | Melissa                | Iselis                 | Yajayra                | Agustín               | Dante                 | Domingo                 | Agustín                | Andrea                   | Elizabeth               | Jommart                   | --------                  | --------           | Nominaciones Recibidas |
| Teléfono Rojo | Carolina                | Jason                  | Jason                  | Dante                  | Agustín               | Maday Jason           | Jason                   | Rafael                 | Jommart                  | Rafael                  | Pedro                     | Domingo                   | Yajaira            | Nominaciones Recibidas |
| Usado en:     | Carolina                | Melissa                | Melissa                | Dante                  | Agustín               | Andrea Elizabeth      | Jason                   | Todos                  | Jommart                  | Rafael                  | Pedro                     | Todos                     | Todos              | Nominaciones Recibidas |
|               |                         |                        |                        |                        |                       |                       |                         |                        |                          |                         |                           |                           |                    |                        |
| Domingo       | Jason Maday Carlos      | Catalina Iselis Jason  | Melissa Catalina Jason | Iselis Jason Melissa   | Melissa Carlos Jason  | Jason Carlos Maday    | Jason Maday Dante       | Dante Maday Andrea     | Maday Yajayra Rafael     | Andrea Rafael Jommart   | Andrea Elizabeth Rafael   | Jommart Rafael Elizabeth  | ------             | 64                     |
| Jommart       | Carolina Agustín Maday  | Iselis Carolina Maday  | Melissa Catalina Maday | Melissa Iselis Carlos  | Melissa Carlos Maday  | Jason Carlos Maday    | Maday Elizabeth Jason   | Andrea Elizabeth Maday | Maday Agustín Elizabeth  | Rafael Andrea Pedro     | Andrea Elizabeth Rafael   | Rafael Elizabeth Yajaira  | ------             | 65                     |
| Pedro         | Carolina Maday Jason    | Carolina Iselis Carlos | Dante Catalina Carlos  | Melissa Iselis Carlos  | Melissa Jason Carlos  | Jason Carlos Maday    | Maday Jason Dante       | Dante Andrea Maday     | Jommart Elizabeth Maday  | Yajayra Agustín Jommart | Yajayra Elizabeth Andrea  | Elizabeth Yajaira Domingo | ------             | 86                     |
| Yajayra       | Catalina Iselis Maday   | Catalina Iselis Jason  | Catalina Jason Dante   | Iselis Jason Dante     | Jason Dante Carlos    | Carlos Jason Jommart  | Andrea Elizabeth Jason  | Elizabeth Dante Andrea | Elizabeth Rafael Jommart | Rafael Andrea Pedro     | Elizabeth Andrea Rafael   | Rafael Jommart Elizabeth  | ------             | 43                     |
| Elizabeth     | No Estaba En La Casa    | No Estaba En La Casa   | No Estaba En La Casa   | No Estaba En La Casa   | No Estaba En La Casa  | Exenta                | Jason Maday Andrea      | Pedro Jommart Domingo  | Rafael Yajayra Jommart   | Agustín Yajayra Jommart | Yajayra Domingo Rafael    | Pedro Rafael Jommart      | Expulsada (Día 85) | 45                     |
| Rafael        | Iselis Dante Jason      | Expulsado (Día 8)      | Expulsado (Día 8)      | Expulsado (Día 8)      | Expulsado (Día 8)     | Expulsado (Día 8)     | Expulsado (Día 8)       | Dante Andrea Elizabeth | Jommart Elizabeth Maday  | Agustín Jommart Yajayra | Yajayra Domingo Elizabeth | Yajaira Jommart Domingo   | Expulsado (Día 85) | 52                     |
| Andrea        | No Estaba En La Casa    | No Estaba En La Casa   | No Estaba En La Casa   | No Estaba En La Casa   | No Estaba En La Casa  | Exenta                | Agustín Yajayra Jommart | Pedro Domingo Maday    | Maday Jommart Yajayra    | Jommart Agustín Yajayra | Yajayra Domingo Pedro     | Expulsada (Día 78)        | Expulsada (Día 78) | 34                     |
| Agustín       | Jommart Rafael Pedro    | Jommart Jason Catalina | Catalina Jason Jommart | Iselis Domingo Jommart | No Nominó             | Carlos Jason Jommart  | Jason Andrea Dante      | Andrea Dante Rafael    | Rafael Jommart Pedro     | Andrea Rafael Pedro     | Expulsado (Día 71)        | Expulsado (Día 71)        | Expulsado (Día 71) | 25                     |
| Maday         | Jommart Iselis Jason    | Carlos Catalina Jason  | Carlos Catalina Jason  | Iselis Jason Carlos    | Carlos Jason Jommart  | Jommart Pedro Domingo | Elizabeth Andrea Pedro  | Pedro Andrea Elizabeth | Elizabeth Jommart Pedro  | Expulsada (Día 64)      | Expulsada (Día 64)        | Expulsada (Día 64)        | Expulsada (Día 64) | 39                     |
| Dante         | Rafael Carolina Pedro   | Pedro Domingo Carolina | Pedro Domingo Yajayra  | Pedro Domingo Agustín  | Pedro Domingo Melissa | Pedro Domingo Jommart | Agustín Pedro Elizabeth | Pedro Domingo Rafael   | Expulsado (Día 57)       | Expulsado (Día 57)      | Expulsado (Día 57)        | Expulsado (Día 57)        | Expulsado (Día 57) | 25                     |
| Jason         | Rafael Carolina Maday   | Carolina Pedro Domingo | Domingo Yajayra Pedro  | Pedro Domingo Agustín  | Pedro Domingo Melissa | Domingo Jommart Pedro | Agustín Pedro Jommart   | Expulsado (Día 50)     | Expulsado (Día 50)       | Expulsado (Día 50)      | Expulsado (Día 50)        | Expulsado (Día 50)        | Expulsado (Día 50) | 65                     |
| Carlos        | Rafael Maday Jommart    | Carolina Pedro Domingo | Pedro Yajayra Domingo  | Pedro Domingo Jommart  | Pedro Jommart Domingo | Pedro Domingo Jommart | Expulsado (Día 43)      | Expulsado (Día 43)     | Expulsado (Día 43)       | Expulsado (Día 43)      | Expulsado (Día 43)        | Expulsado (Día 43)        | Expulsado (Día 43) | 38                     |
| Melissa       | Iselis Catalina Carlos  | Domingo Pedro Iselis   | Domingo Jommart Jason  | Jommart Domingo Pedro  | Jommart Domingo Pedro | Expulsada (Día 36)    | Expulsada (Día 36)      | Expulsada (Día 36)     | Expulsada (Día 36)       | Expulsada (Día 36)      | Expulsada (Día 36)        | Expulsada (Día 36)        | Expulsada (Día 36) | 25                     |
| Iselis        | Rafael Carolina Melissa | Domingo Pedro Carolina | Yajayra Domingo Pedro  | Pedro Domingo Jommart  | Expulsada (Día 29)    | Expulsada (Día 29)    | Expulsada (Día 29)      | Expulsada (Día 29)     | Expulsada (Día 29)       | Expulsada (Día 29)      | Expulsada (Día 29)        | Expulsada (Día 29)        | Expulsada (Día 29) | 38                     |
| Catalina      | Rafael Domingo Jason    | Carolina Domingo Pedro | Yajayra Pedro Domingo  | Expulsada (Día 22)     | Expulsada (Día 22)    | Expulsada (Día 22)    | Expulsada (Día 22)      | Expulsada (Día 22)     | Expulsada (Día 22)       | Expulsada (Día 22)      | Expulsada (Día 22)        | Expulsada (Día 22)        | Expulsada (Día 22) | 29                     |
| Carolina      | Jommart Iselis Pedro    | Pedro Carlos Catalina  | Expulsada (Día 15)     | Expulsada (Día 15)     | Expulsada (Día 15)    | Expulsada (Día 15)    | Expulsada (Día 15)      | Expulsada (Día 15)     | Expulsada (Día 15)       | Expulsada (Día 15)      | Expulsada (Día 15)        | Expulsada (Día 15)        | Expulsada (Día 15) | 28                     |
|               |                         |                        |                        |                        |                       |                       |                         |                        |                          |                         |                           |                           |                    |                        |

     Este concursante fue el líder de la casa, y no puede ser nominado.
     Este concursante fue inmune y los puntos de sus compañeros no cuentan.
     Este concursante fue expulsado de Gran Hermano.
      Este concursante se pone automáticamente nominado por Gran Hermano.
     Este concursante regresa a Gran Hermano, luego de ser expulsado.
     Este concursante queda automáticamente nominado por hacer complot en la casa de Gran Hermano. Los puntos que le dieron a sus compañeros quedan anulados.

## Puntuaciones de Nominación
|           | Semana 1             | Semana 2             | Semana 3             | Semana 4             | Semana 5             | Semana 6  | Semana 7  | Semana 8  | Semana 9  | Semana 10 | Semana 11 | Semana 12 | Semana 13  | Final      | Total |
| --------- | -------------------- | -------------------- | -------------------- | -------------------- | -------------------- | --------- | --------- | --------- | --------- | --------- | --------- | --------- | ---------- | ---------- | ----- |
| Pedro     | 3                    | 15                   | 10                   | 13                   | 10                   | 9         | 5         | 12        | 2         | 3         | 1         | 1         | ---------- | Ganador    | 84    |
| Yajayra   | 0                    | 0                    | 11                   | 0                    | 0                    | 0         | 2         | 0         | 5         | 7         | 4         | 3         | ---------- | 2° Lugar   | 32    |
| Domingo   | 2                    | 12                   | 12                   | 10                   | 7                    | 8         | 6         | 0         | 5         | 0         | 3         | 2         | ---------- | 3° Lugar   | 67    |
| Jommart   | 10                   | 3                    | 3                    | 6                    | 6                    | 9         | 2         | 2         | 8         | 8         | 0         | 4         | ---------- | 4° Lugar   | 61    |
| Elizabeth | No Estaba En La Casa | No Estaba En La Casa | No Estaba En La Casa | No Estaba En La Casa | No Estaba En La Casa | 0         | 8         | 7         | 7         | 0         | 5         | 4         | Expulsados | Expulsados | 31    |
| Rafael    | 17                   | Expulsado            | Expulsado            | Expulsado            | Expulsado            | Expulsado | Expulsado | 2         | 9         | 10        | 4         | 4         | Expulsados | Expulsados | 46    |
| Andrea    | No Estaba En La Casa | No Estaba En La Casa | No Estaba En La Casa | No Estaba En La Casa | No Estaba En La Casa | 0         | 8         | 14        | 0         | 10        | 4         | Expulsada | Expulsada  | Expulsada  | 46    |
| Agustín   | 2                    | 0                    | 0                    | 2                    | 0                    | 0         | 9         | 0         | 2         | 10        | Expulsado | Expulsado | Expulsado  | Expulsado  | 25    |
| Maday     | 9                    | 1                    | 1                    | 0                    | 1                    | 3         | 10        | 5         | 9         | Expulsada | Expulsada | Expulsada | Expulsada  | Expulsada  | 39    |
| Dante     | 2                    | 0                    | 4                    | 1                    | 2                    | 0         | 3         | 13        | Expulsado | Expulsado | Expulsado | Expulsado | Expulsado  | Expulsado  | 25    |
| Jason     | 7                    | 5                    | 7                    | 8                    | 8                    | 13        | 17        | Expulsado | Expulsado | Expulsado | Expulsado | Expulsado | Expulsado  | Expulsado  | 65    |
| Carlos    | 2                    | 6                    | 4                    | 5                    | 9                    | 12        | Expulsado | Expulsado | Expulsado | Expulsado | Expulsado | Expulsado | Expulsado  | Expulsado  | 38    |
| Melissa   | 1                    | 0                    | 6                    | 7                    | 11                   | Expulsada | Expulsada | Expulsada | Expulsada | Expulsada | Expulsada | Expulsada | Expulsada  | Expulsada  | 25    |
| Iselis    | 12                   | 10                   | 0                    | 16                   | Expulsada            | Expulsada | Expulsada | Expulsada | Expulsada | Expulsada | Expulsada | Expulsada | Expulsada  | Expulsada  | 38    |
| Catalina  | 5                    | 10                   | 14                   | Expulsada            | Expulsada            | Expulsada | Expulsada | Expulsada | Expulsada | Expulsada | Expulsada | Expulsada | Expulsada  | Expulsada  | 29    |
| Carolina  | 12                   | 16                   | Expulsada            | Expulsada            | Expulsada            | Expulsada | Expulsada | Expulsada | Expulsada | Expulsada | Expulsada | Expulsada | Expulsada  | Expulsada  | 28    |

     Este concursante fue el líder de la casa, y no podía ser nominado.
     Este concursante fue inmune y los puntos de sus compañeros no cuentan.
     Este concursante fue expulsado de Gran Hermano.
      Este concursante se pone automáticamente nominado por Gran Hermano.
     Este concursante regresa a Gran Hermano, luego de ser expulsado.
     Este concursante queda automáticamente nominado por hacer complot en la casa de Gran Hermano.

## Gran Hermano US
| Edición            | Fecha | Canal de emisión | Ganador/a  | Subcampeón/a          | Tercero/a       |
| ------------------ | ----- | ---------------- | ---------- | --------------------- | --------------- |
| [ 1 ] Gran Hermano | 2016  | Telemundo        | Pedro Orta | Yajayra "Yaya" García | Domingo Navarro |